# The Phil Collins Big Band
The Phil Collins Big Band — музыкальный проект английского певца и композитора Фила Коллинза.

## История
В 1996 году The Phil Collins Big Band провёл короткий европейский тур при участии Куинси Джонса и Тони Беннета. Через какое-то время Коллинз реорганизовал свой ансамбль, пригласив ряд опытных джазовых музыкантов — Джеральда Олбрайта (альт-саксофон), Дэрила Стёрмера (гитара), Джеймса Картера (тенор-саксофон) и др. В 1998 году биг-бэнд гастролировал в данном составе по США и Европе, записав на концерте в Париже свой единственный альбом — A Hot Night in Paris. Релиз был издан компанией Atlantic Records 20 июля 1999 года.
The Phil Collins Big Band, в основном, исполнял известные песни из репертуара Фила Коллинза и группы Genesis в джазовой обработке. Коллектив играл преимущественно инструментальную музыку. Сам Коллинз в нём был просто ударником и лишь изредка пел на концертных выступлениях.

## Дискография
- A Hot Night in Paris (1999)